# Phragmataecia longivitta
Phragmataecia longivitta is een vlinder uit de familie van de houtboorders (Cossidae). De wetenschappelijke naam van de soort werd voor het eerst geldig gepubliceerd in 1926 door Candèze.